# Adam Burghaber
Adam Burghaber (auch Fidelis Romanus; * 11. Oktober 1608 in Velden; † 14. Juni 1687 in Konstanz) war ein deutscher Theologe und Jesuitenpater.

## Leben
Burghaber trat nach dem Gymnasialabschluss am Jesuitengymnasium am 24. September 1626 in den Jesuitenorden ein. Er lehrte zunächst an verschiedenen Gymnasien seines Ordens, bis ihm 1642 die Professur der Logik an der Universität Ingolstadt übertragen. Dort verblieb er bis 1645. Anschließend wurde er zum Professor der Theologie berufen. Er lehrte über 16 Jahre lang an deutschen Universitäten, insbesondere an der Universität Freiburg im Breisgau. Zwischen 1658 und 1665 hatte er sieben Mal das Dekansamt der Theologischen Fakultät inne.
Burghaber wechselte in den Predigtdienst. Um 1676 erhielt er als Spiritual einen Ruf an das Collegium Germanicum nach Rom. Später kehrte er als Rektor des Jesuitenkollegs in Freiburg zurück und ließ sich schließlich in Konstanz nieder.

## Werke (Auswahl)
- Nucleus philosophiae peripateticae, Ingolstadt 1645.
- Centuria casuum conscientiae, München 1653.
- Theologia polemica, Quentz, Freiburg im Üechtland 1678.
- Vnfehlbarkeit Der Römisch-Catholischen Kirchen in Glaubens-Sachen, Oder Daß sie bißhero in diesen niemahls geirret, Hautt, Konstanz 1684.